# Charles Cutts
Charles Cutts (* 31. Januar 1769 in Portsmouth, New Hampshire Colony; † 25. Januar 1846 bei Lewinsville, Virginia) war ein US-amerikanischer Politiker (Föderalistische Partei), der den Bundesstaat New Hampshire im US-Senat vertrat.

## Werdegang
Charles Cutts machte 1789 seinen Abschluss an der Harvard University. Im Anschluss studierte er die Rechtswissenschaften, wurde 1795 in die Anwaltskammer aufgenommen und begann als Jurist zu praktizieren. Seine politische Laufbahn begann mit der Wahl ins Repräsentantenhaus von New Hampshire, dem er von 1803 bis 1810 angehörte. Dabei war er in den Jahren 1807, 1808 und 1810 jeweils der Speaker der Parlamentskammer.
Nach dem Rücktritt von US-Senator Nahum Parker wurde Cutts zu dessen Nachfolger in Washington gewählt. Er nahm sein Mandat ab dem 21. Juni 1810 wahr und schied am 3. März 1813 zunächst aus dem Senat aus; da jedoch kein Nachfolger gewählt worden war, wurde er bis zu einer außerordentlichen Wahl erneut zum Amtsinhaber ernannt. So gehörte er dem Kongress noch einmal vom 2. April bis zum 10. Juni 1813 an, ehe Jeremiah Mason seinen Sitz übernahm.
Cutts kehrte schon im folgenden Jahr in den Senat zurück – allerdings nicht als Abgeordneter, sondern als gewählter Secretary of the Senate. Dieses Verwaltungsamt übte er vom 12. Oktober 1814 bis zum 12. Dezember 1825 aus. Danach zog er nach Virginia, wo er sich im Fairfax County niederließ und 1846 starb. Er war ein Vetter von Richard Cutts.